# ليفي تود
ليفي تود (بالإنجليزية: Levi Todd)‏ هو سياسي أمريكي، ولد في 4 أكتوبر 1756 بمقاطعة مونتغومري في الولايات المتحدة، وتوفي في 6 سبتمبر 1807 بليكسينغتون في الولايات المتحدة.